# Conrad Martens
Conrad Martens (ur. 1801 w Londynie, zm. 21 sierpnia 1878 w North Sydney, Nowa Południowa Walia) – urodzony w Anglii australijski malarz.

## Młodość

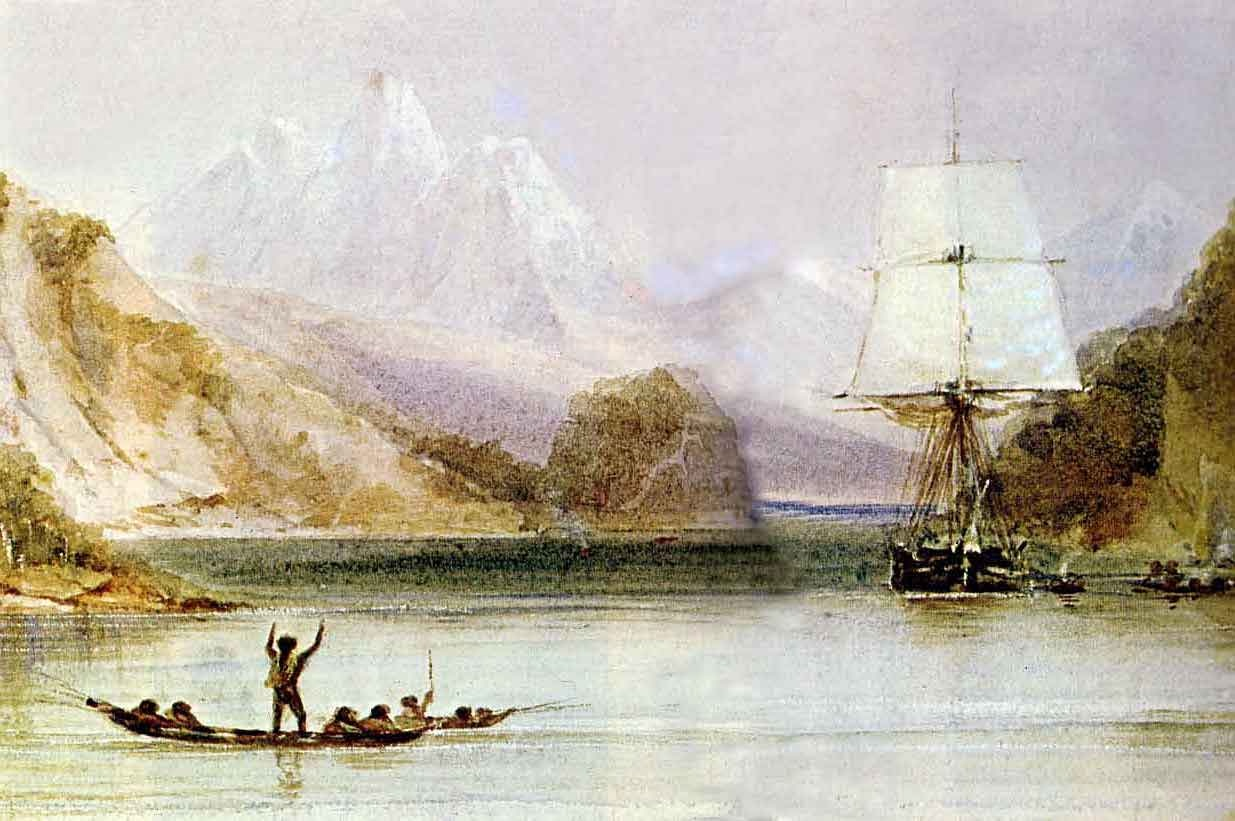
Conrad Martens, HMS Beagle at Tierra del Fugo (1831-1836)

Conrad Martens urodził się w Crutched Friars niedaleko Tower w Londynie, jako syn J.C.H. Martensa, niemieckiego kupca z Hamburga, który został mianowany konsulem austriackim w Londynie, gdzie poślubił Angielkę Rebeccę Turner. Pobierał nauki malarstwa pejzażowego u jednego z najpopularniejszych ówczesnych nauczycieli Copleya Fieldinga. Dzięki niemu poznał zasady robienia zdjęć. Po śmierci ojca w 1816 rodzina przeniosła się do Exeter, gdzie Martens malował akwarele przedstawiające Devonshire. Jego dwaj bracia John William i Henry także byli artystami.

## Rejs na HMS Hyacinth i HMS Beagle
Około 1832 roku Martens przyjął ofertę od kapitana Francisa Blackwooda dowodzącego HMS Hyacinth, 18-działowym slupem wojennym Królewskiej Marynarki Wojennej, do odbycia trzyletniego rejsu do Indii jako artysta topograficzny.
Podczas pobytu w Rio de Janeiro usłyszał, że Robert FitzRoy, kapitan HMS Beagle, poszukuje artystę, który zastąpiłby Augustusa Earle'a, który opuszczał wyprawę z powodu złego stanu zdrowia. Na statku Indus przybył do Montevideo, gdzie w lipcu 1833 dołączył do HMS Beagle i pozostał na pokładzie przez rok, do lipca 1834. W grudniu wraz z mniejszym statkiem HMS Adventure wyruszyli do Port Desire. W sierpniu przypłynęli do Rio Negro, w grudniu popłynęli na południe, wzdłuż wybrzeża Patagonii. W styczniu 1834 odwiedzili Port Desire i Port Julian, skąd przez Cieśninę Magellana udali się do Ziemi Ognistej. Od 10 marca do 7 kwietnia przebywali na wyspie Falkland Wschodni. W kwietniu i maju FitzRoy poprowadził ekspedycję śródlądową wzdłuż rzeki Santa Cruz podczas naprawy Beagle. W czerwcu okrążyli Przylądek Horn i dotarli na zachodnie wybrzeże Ameryki Południowej. Zbadali wyspę Chiloé i archipelag Chonos w południowym Chile.
Podczas pobytu na pokładzie Martens nawiązał trwającą całe życie przyjaźń z Charlesem Darwinem, który brał udział w wyprawie jako przyrodnik i przyjaciel kapitana. Martens skupił się głównie na topografii faktograficznej, ale zróżnicowane zainteresowania członków ekspedycji znacznie poszerzyły jego doświadczenie i miały pozytywny wpływ na jego późniejszą pracę w Australii.

## Osiedlenie do Australii

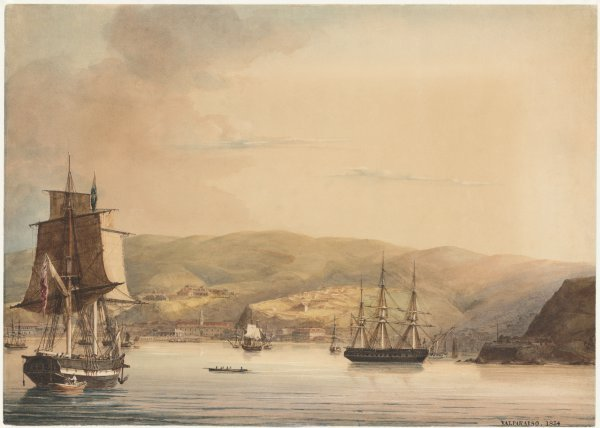
Conrad Martens, Valparaíso (1834)

W październiku 1834 opuścił HMS Beagle w Valparaiso, gdzie pozostał przez 3 miesiące pracując z niemieckim artystą Johannem Moritzem Rugendasem. 3 grudnia popłynął statkiem Peruvian na Tahiti i Moorea, gdzie spędził trochę czasu na szkicowaniu. W marcu 1835 roku dotarł do Nowej Zelandii, a w kwietniu do Sydney, które stało się jego domem do końca życia. Przybył do kolonii z cenną kolekcją szkiców, które początkowo zamierzał zabrać ze sobą do swojego przyjaciela Blackwooda w Indiach, ale jego twórczość została doceniona w Sydney, gdzie szybko znalazł stałe zatrudnienie i postanowił zostać. Zaprzyjaźnił się też z Philipem Parkerem Kingiem, byłym dowódcą British South American Survey, z którym kontakt ułatwił mu kapitan FitzRoy wyposażając Martensa w list polecający. W ciągu sześciu miesięcy od przybycia do Sydney wykonał rysunki z wypraw do Illawarra, Góry Błękitne i Broken Bay.

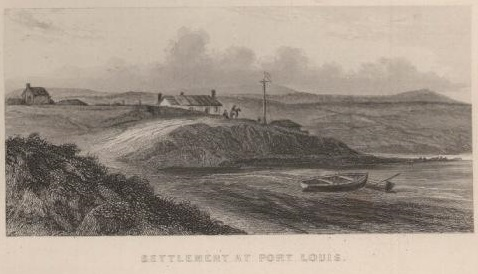
Conrad Martens, litografia Casas de Puerto Soledad en Malvinas, wykonana dla Charlsa Darwina, 1833

W 1836 HMS Beagle przybył do Sydney. Darwin i kapitan FitzRoy zamówili u niego wiele obrazów ze wspólnej podróży do Tierra Del Fuego i po Pacyfiku. Część z nich posłużyła jako ilustracje do książek jakie obaj wydali, jako relacje ze wspólnej podróży.
Stał się jednym z najbardziej wybitnych i płodnych malarzy krajobrazu w kolonii. Wśród jego klienteli byli wiodący obywatele, dla których malował duże akwarele i obrazy olejne ich domów, osad kolonii i krajobrazy Nowej Południowej Walii, szczególnie portu w Sydney. Jego patronami byli gubernator Richard Bourke, Jane Franklin, żona angielskiego odkrywcy Johna Franklina, politycy: Alexander Macleay i James Macarthur, duchowni, przedstawiciele sądownictwa oraz czołowi kupcy, jak Alexander Brodie Spark, Robert Campbell i Joseph Barrow Montefiore. We wrześniu 1836 William Carter, adwokat pracujący w kancelarii Sądu Najwyższego Nowej Południowej Walii, zakupił jeden z obrazów Martens, View of Tahiti. 9 marca 1837 Martens poślubił jego jedyne dziecko, Jane Carter w St James Church. Ich pierwsza córka, Rebecca urodziła się w 1838, a druga Elżbieta w 1839. Syn, urodzony w 1844, zmarł w dzieciństwie. Jego pierwsza rezydencja znajdowała się na Cumberland Street w modnej dzielnicy Rocks, a w studiu przy Pitt Street udzielał lekcji rysunku i malarstwa. W 1837 roku niektóre z australijskich akwarel Martensa zostały wystawione w Royal Society w Londynie.
W 1841 rysunek St Andrew’s Cathedral, zlecony przez biskupa Williama Broughtona, został litografowany w Anglii i reklamowany w Sydney jako jego dzieło, chociaż nazwisko Martensa nie pojawiło się na wydruku. W tym czasie wykonał niewiele innych prac niż malowanie. W  latach 30. XIX w. był nauczycielem Roberta Russella, późniejszego architekta i Jamesa Stuarta, ilustratora.
W 1839 susza wywołała recesję gospodarczą, która trwała do lat 50. XIX wieku, a zamówienia stawały się coraz trudniejsze do zdobycia. W 1844 zbudował dom w St Leonard's co dodatkowo nadszarpnęło jego finanse i musiał szukać pomocy finansowej u brata Henry’ego w Londynie. W latach czterdziestych XIX wieku zwrócił się do litografii, co pozwoliło zwiększyć dochody dzięki wielokrotnej sprzedaży tej samej pracy. Jego View of Sydney from the North Shore sprzedawany za jedną gwineę był szczególnie popularny. Akwarele były popularne wśród elity Sydney i wśród zamożnych właścicieli ziemskich, których domy i budynki malował.

## Rozkwit kariery w latach 50. XIX w.

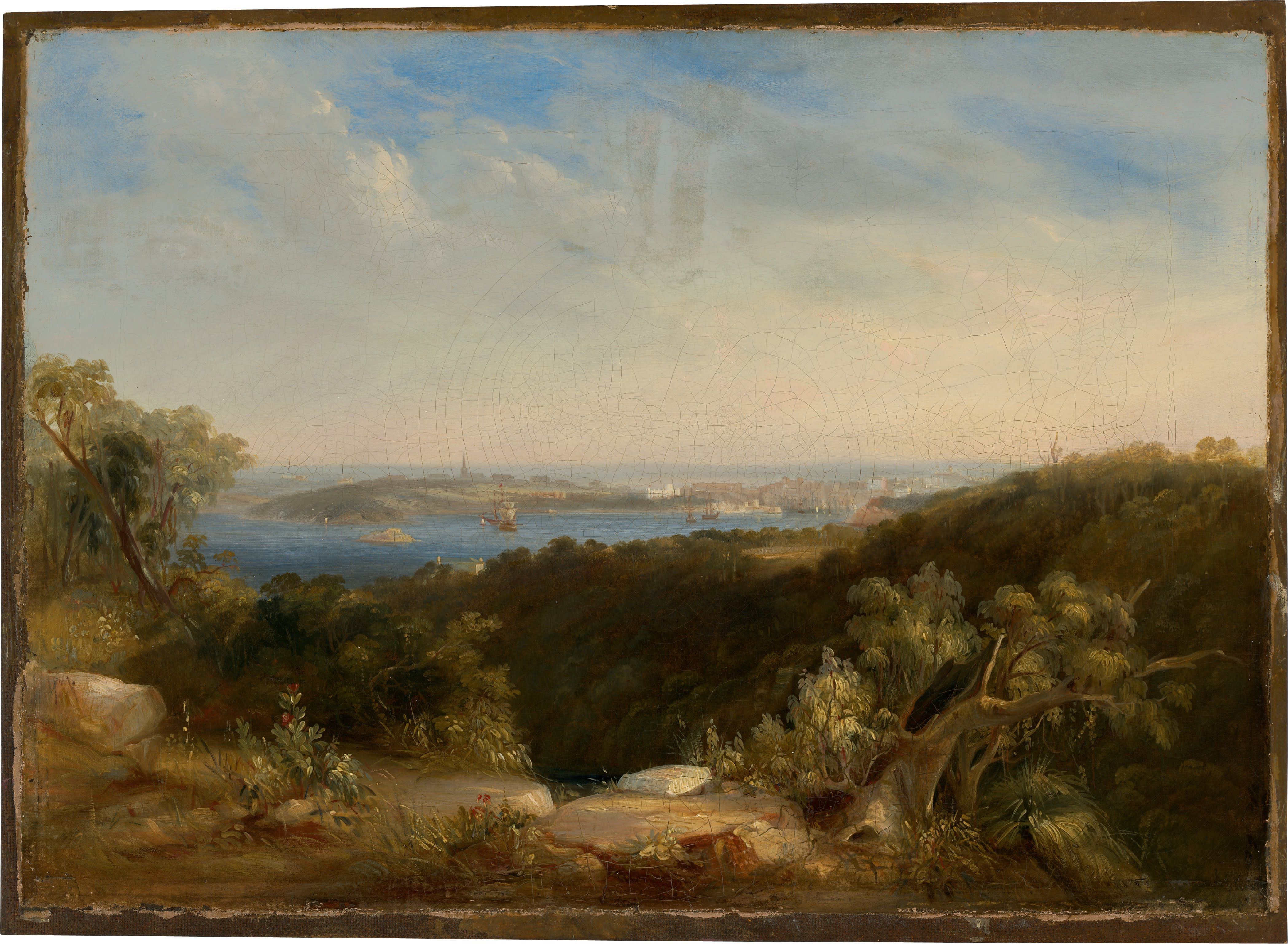
Conrad Martens, View of Sydney Harbour showing Sydney Cove (1850)

Pod koniec 1851 roku Martens popłynął do Brisbane, a następnie wrócił lądem przez Wielkie Góry Wododziałowe do Darling Downs, następnie na południe przez Nową Anglię do Sydney. Po drodze zamieszkał wśród osadników i pasterzy, rysując ich domy i posiadłości, mając nadzieję na prowizje. Plan się powiódł, a Martens ostatecznie zlecono namalowanie ponad siedemdziesięciu akwarel, z których prawie czterdzieści nadal jest znanych dzisiaj. Jego krajobrazy pokazują, że pracował w Nowej Południowej Walii na południowym wybrzeżu oraz w Bong Bong, Lithgow, Scone i Walcha oraz w New England. Kilkakrotnie odwiedził Brisbane.
W 1853 jego prace zostały wystawione przez Victorian Fine Arts Society w Melbourne w 1853 a w 1855 na wystawie światowej Exposition universelle w Paryżu, w której wzięła też udział jego uczennica Adelaide Ironside, pierwszy urodzony w Australii artysta, którego prace wystawiono w Europie. Poprawa gospodarki australijskiej w późnych latach 50., w dużej mierze dzięki odkryciu złota, doprowadziła do wzrostu znaczących zamówień. Jednym ze słynniejszych obrazów z tego okresu jest North Head, Sydney Harbour (1854).
W 1855 Martens został wybrany prezesem Sydney Sketching Club i wygłosił inauguracyjny wykład na temat malarstwa w Australian Subscription Library. Przedstawił własne techniki w posługiwaniu się kolorem i formą, podkreślił znaczenie wiedzy i dokładnej obserwacji, aby skutecznie przedstawić naturę.

## Ostatnie lata
W 1862 otrzymał list od Darwina w odpowiedzi na jego z gratulacjami z powodu sukcesu wydawniczego O pochodzeniu człowieka, dobór płciowy i botanika. Wysłał też Darwinowi akwarelę rzeki Brisbane, która została wystawiona na międzynarodowej wystawie International Exhibition w Londynie. W 1863 dzięki pomocy przyjaciela Alexandra Berry został asystentem bibliotekarza w Parliamentary Library, co pozwoliło mu zabezpieczyć swoją pozycję finansową, ale znacznie ograniczyło czas, który mógł poświęcić na pracę artystyczną. W  1867 wystawił swoje prace na międzynarodowej wystawie Exposition universelle w Paryżu.
W 1872 i 1873 odbył podróże do Lithgow Valley, które zainspirowały serię akwarel poświęconą Zig-Zag Railway, ikonie inżynierii kolonialnej. W 1872 otrzymał swoje pierwsze zamówienie publiczne z Victorian Gallery (później National Gallery of Victoria) na namalowanie wodospadu Apsley Falls (1874). Obraz wykonał na podstawie rysunków, które wykonał podczas podróży w 1852 do Queensland. Kolejne otrzymał w 1875 od New South Wales Academy of Arts (później Art Gallery of New South Wales), której członkiem rady został w 1877.

## Upamiętnienie

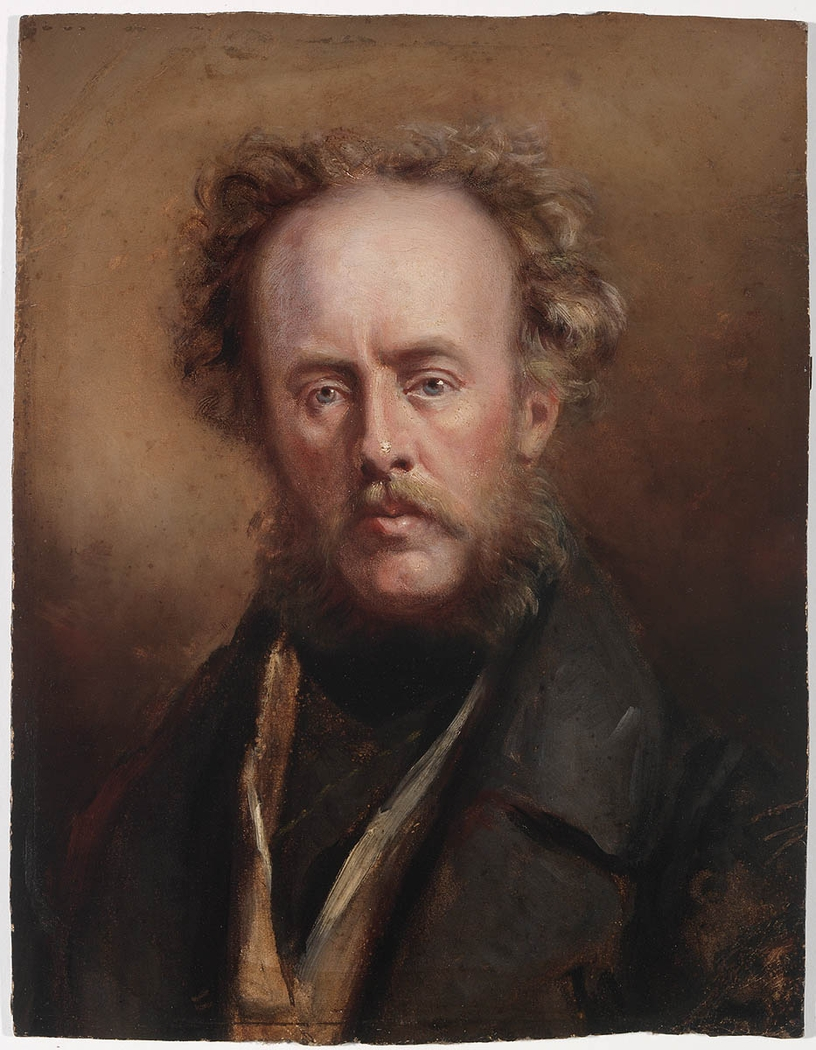
Maurice Felton, Portret Conrada Martensa (1840)

- W 1840 Maurice Felton (1803-1842), przyjaciel Martensa, również malarz urodzony w Anglii, namalował jego portret Conrad Martens, ca. 1840. Obraz był własnością córki artysty, Myra Felton. Obecnie znajduje się w Mitchell Library, State Library of New South Wales[13][14].

- Martens zebrał podczas podróży cztery szkicowniki, które później podarował swojej ulubionej uczennicy, Mrsi Macarthur-Onslow, i przez wiele lat pozostawały w posiadaniu jej potomków w Camden Park, niedaleko Sydney. Dwa z nich przekazało później Brazylijczykowi Armando Braunowi Menendezowi. Dzięki współpracy i hojności Lady Nory Barlow, wnuczki Karola Darwina, te dwa szkice o numerach "I" i "III" na okładkach zostały zdeponowane w Bibliotece Uniwersyteckiej w Cambridge w 1977[4].

- W 1978 nakręcono film biograficzny Conrad Martens w reżyserii Clytie Jessop. 20-minutowy dokument w którym wystąpił Robert Coleby jako narrator[15].

- Obecnie cześć obrazów Martensa znajduje się w Dixson Galleries, mieszczącej się w Public Library of New South Wales, a także w National Art Galleries of New South Wales and Victoria[10].

### Szkice wykonane w latach 1834-1835

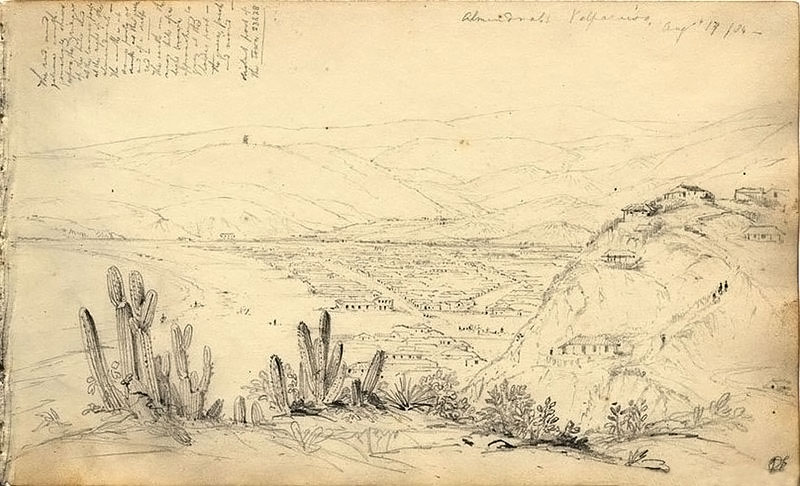
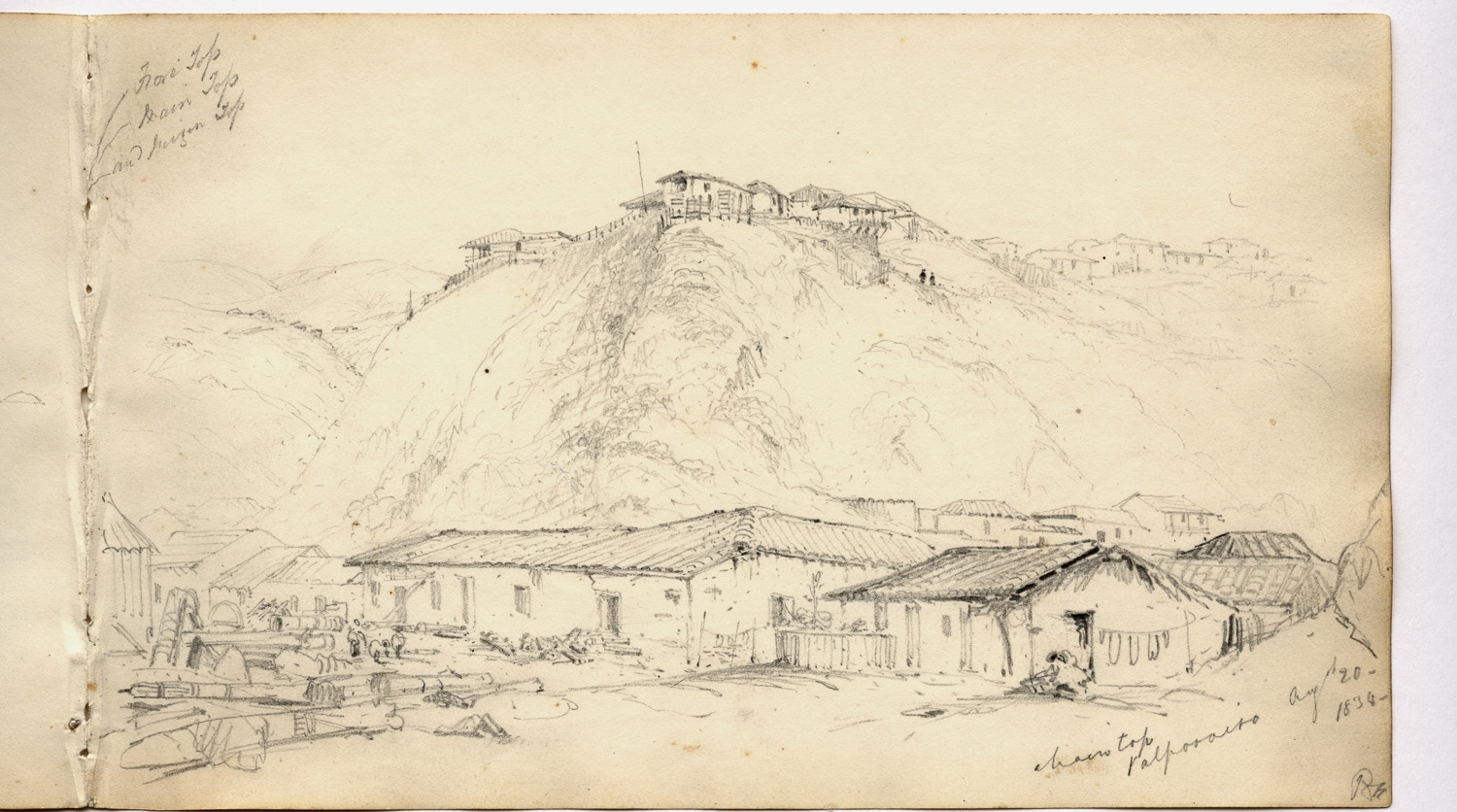
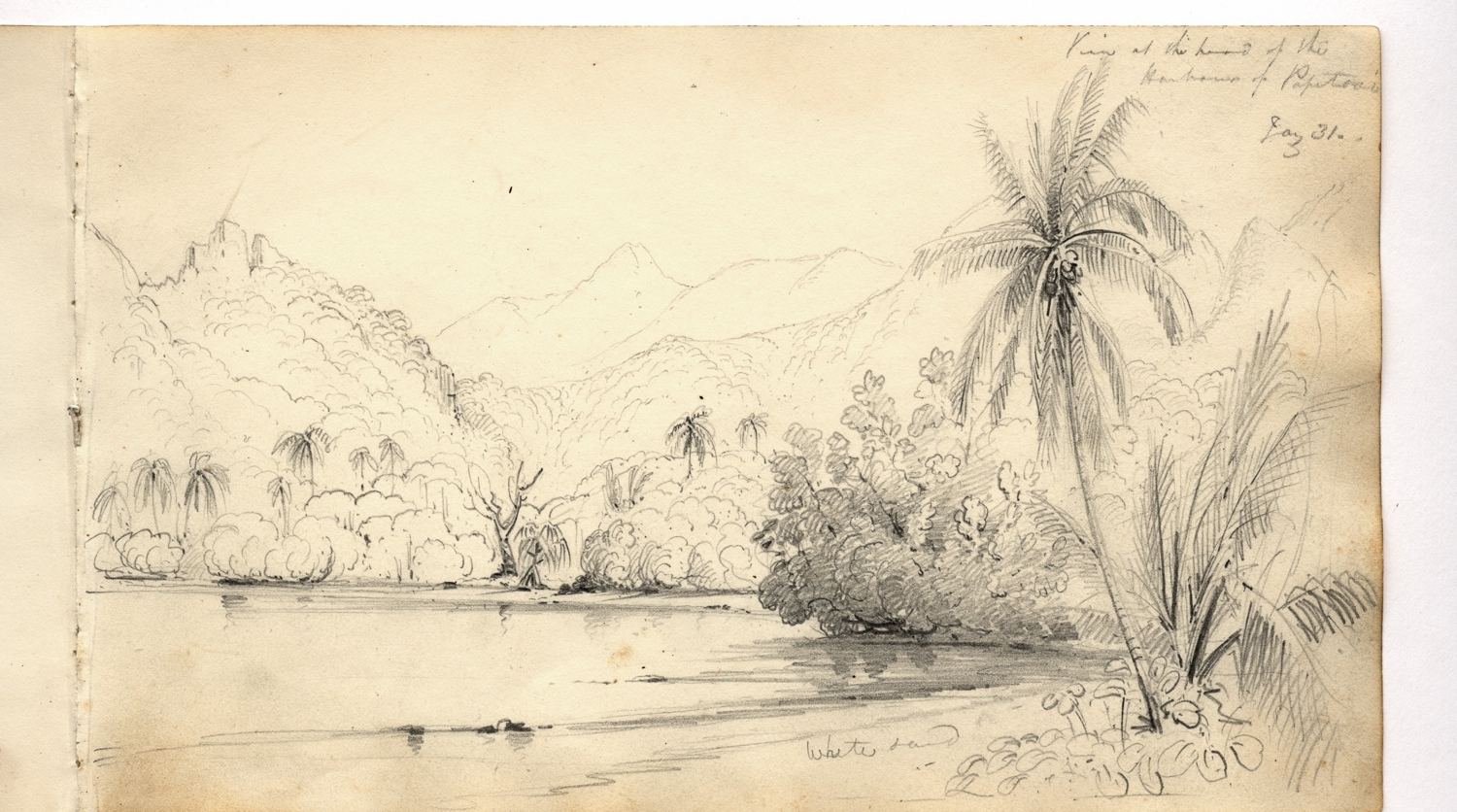
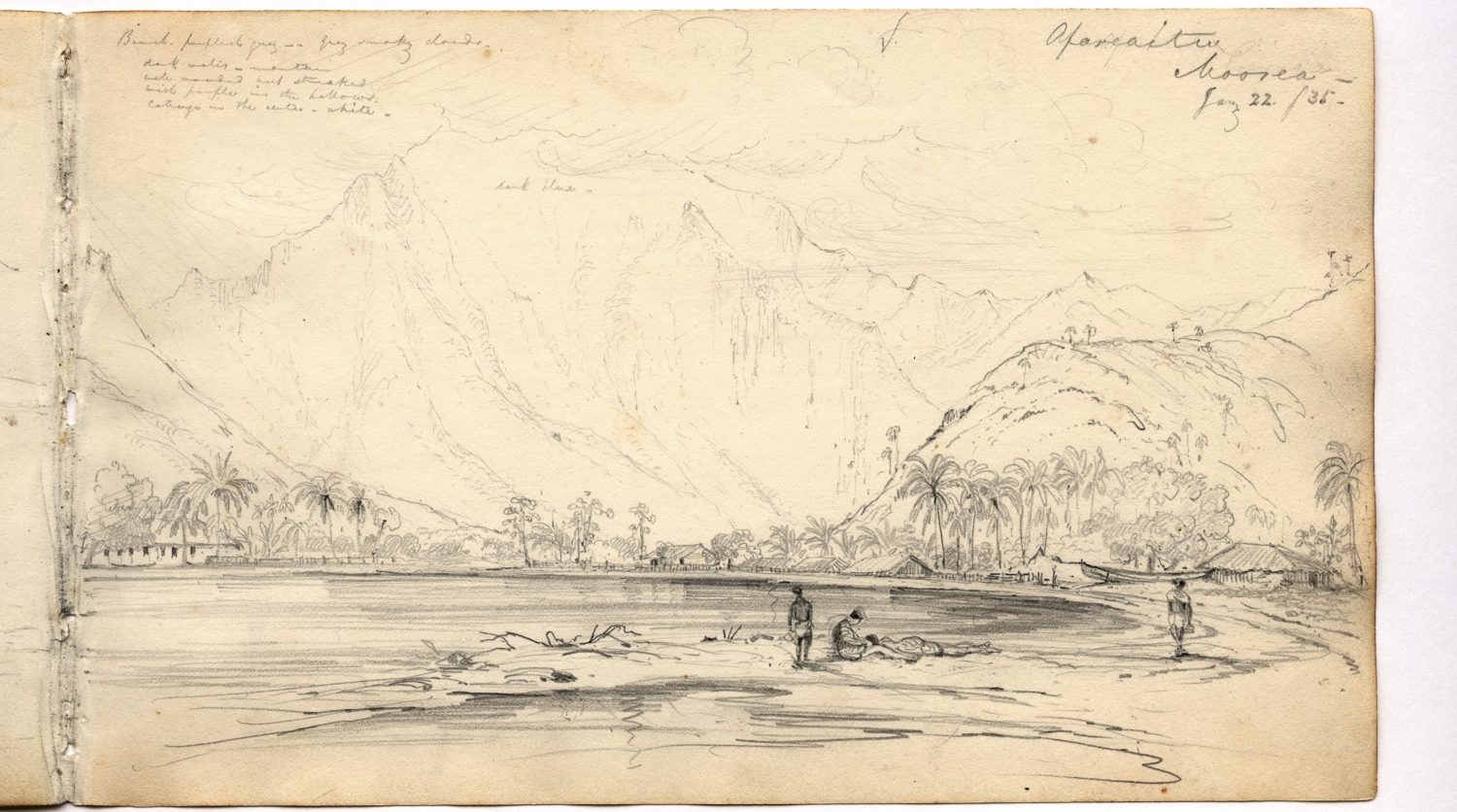
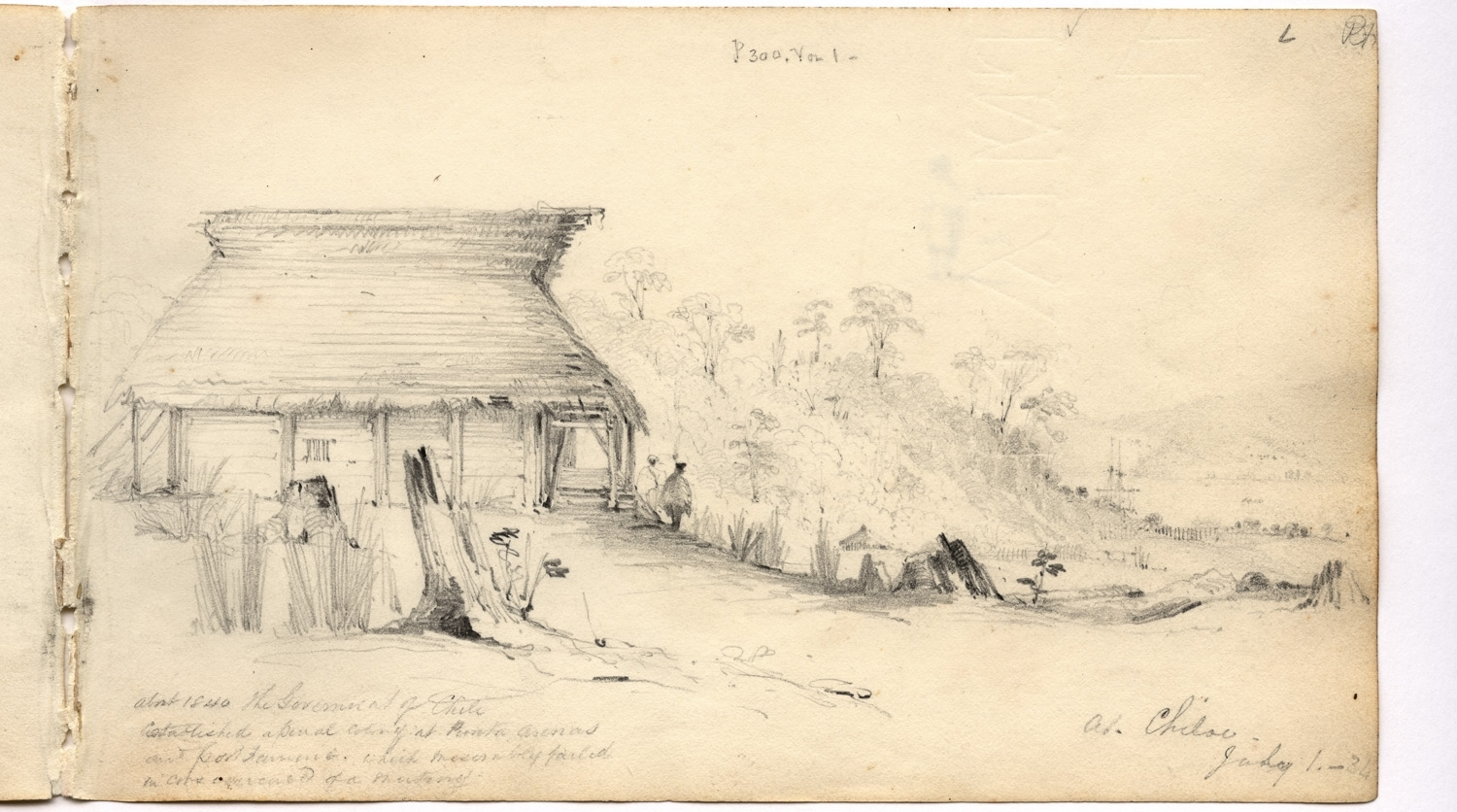
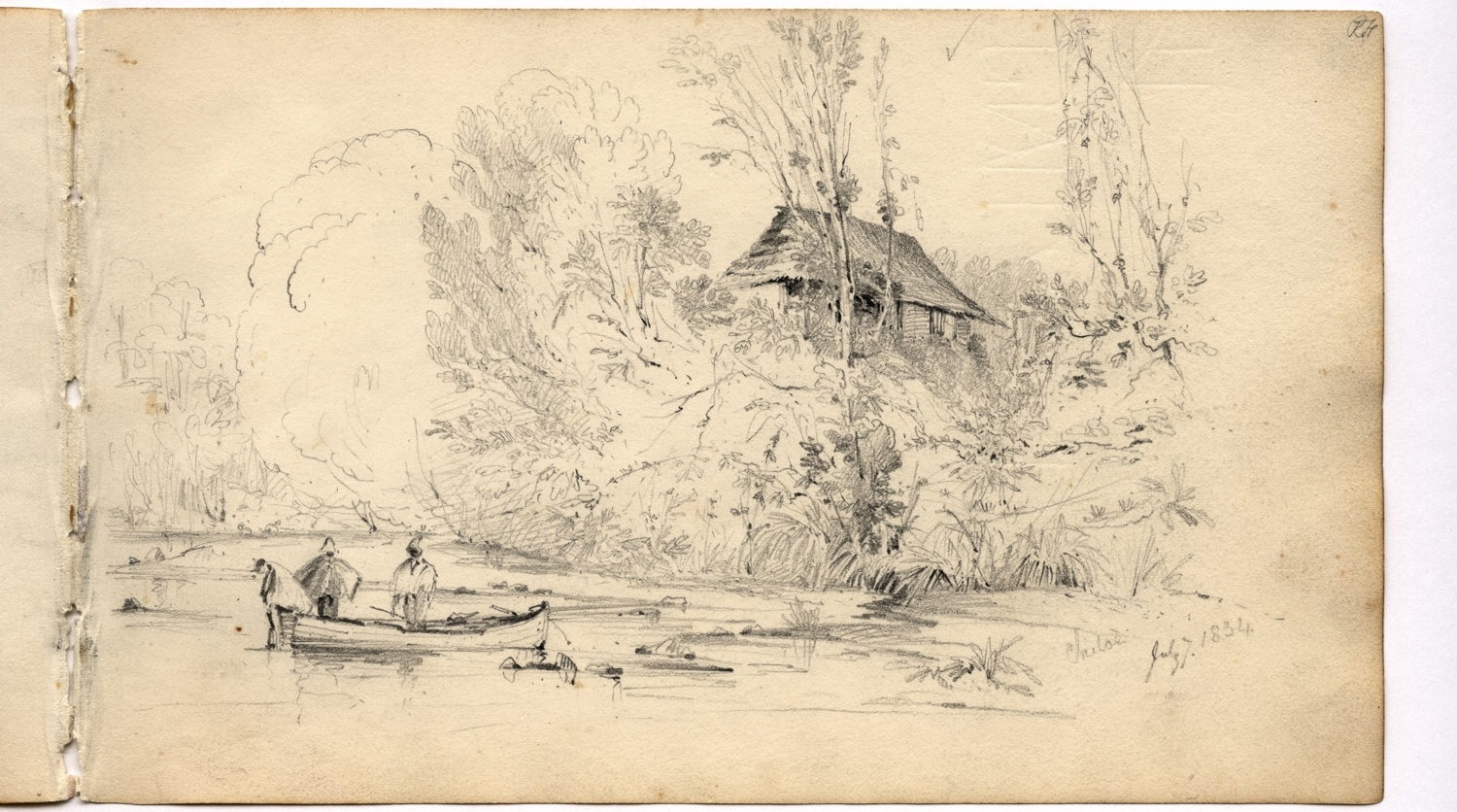
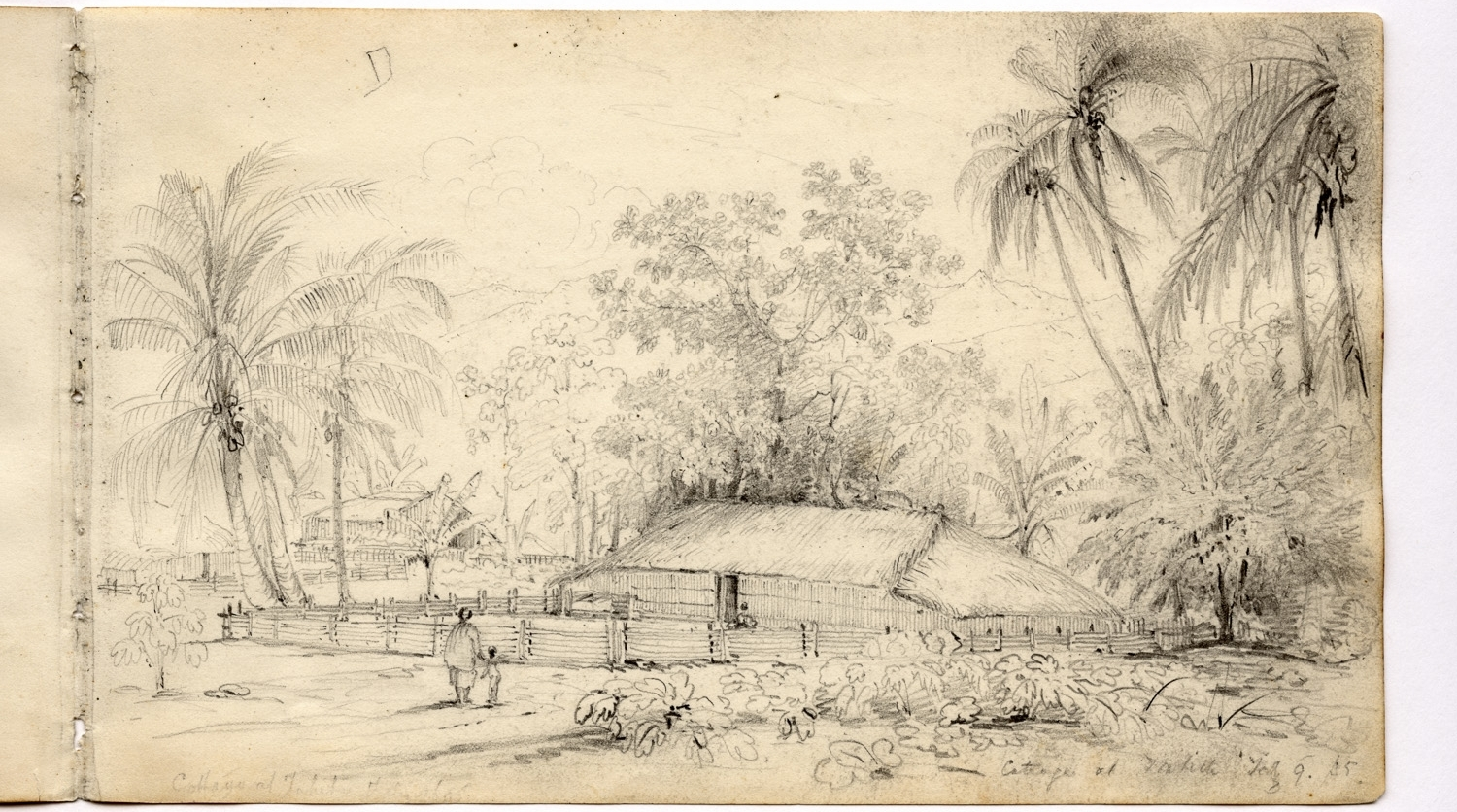
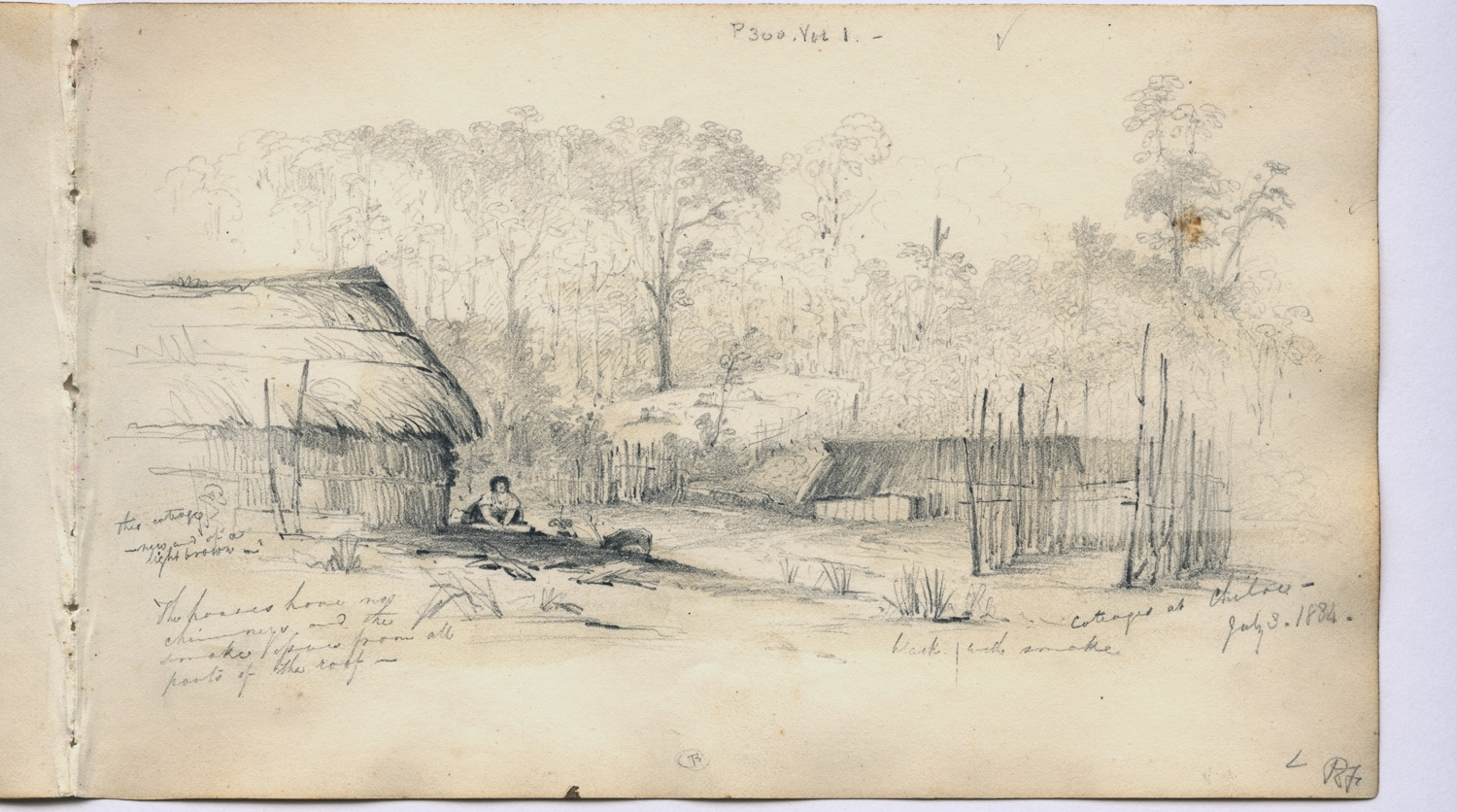
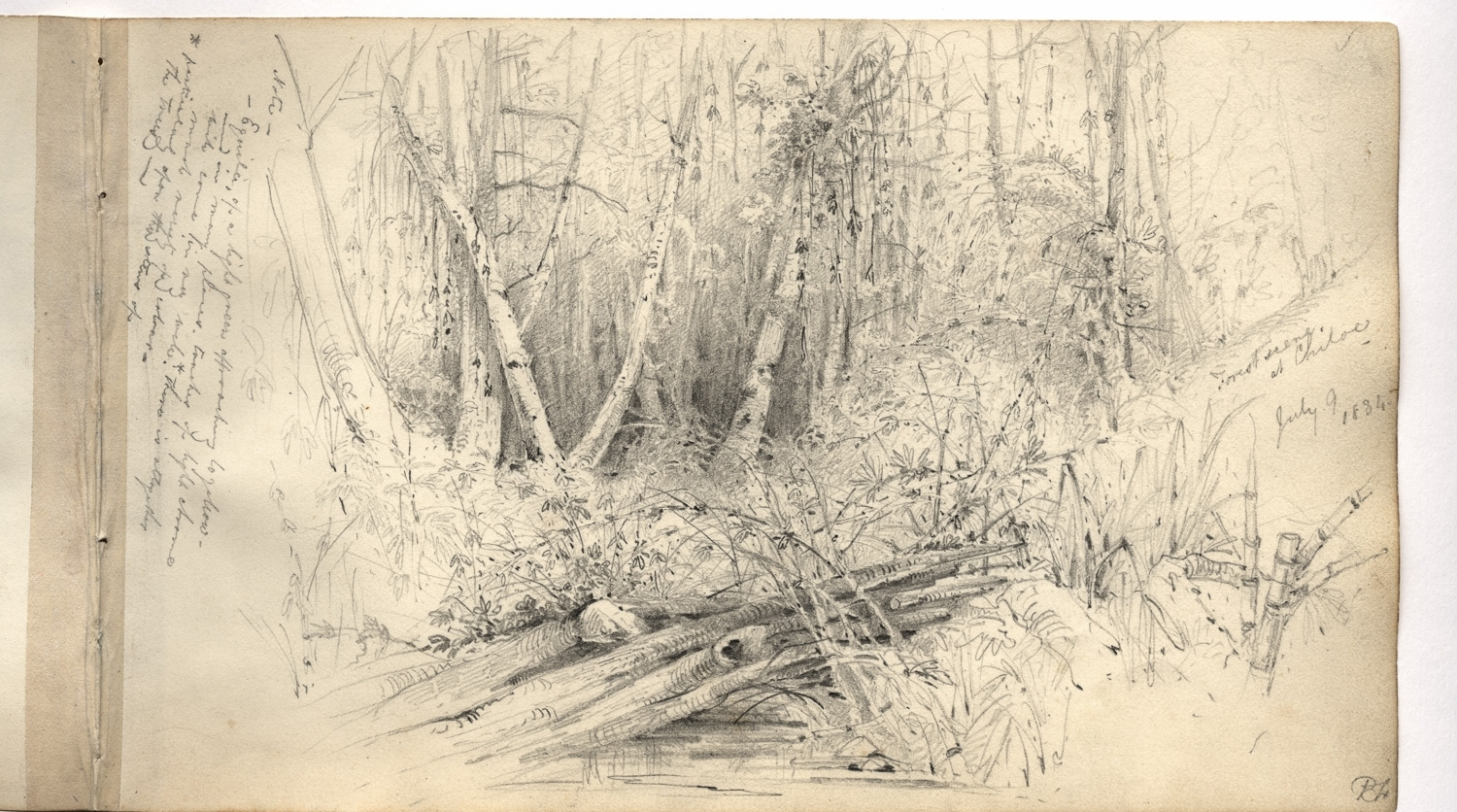
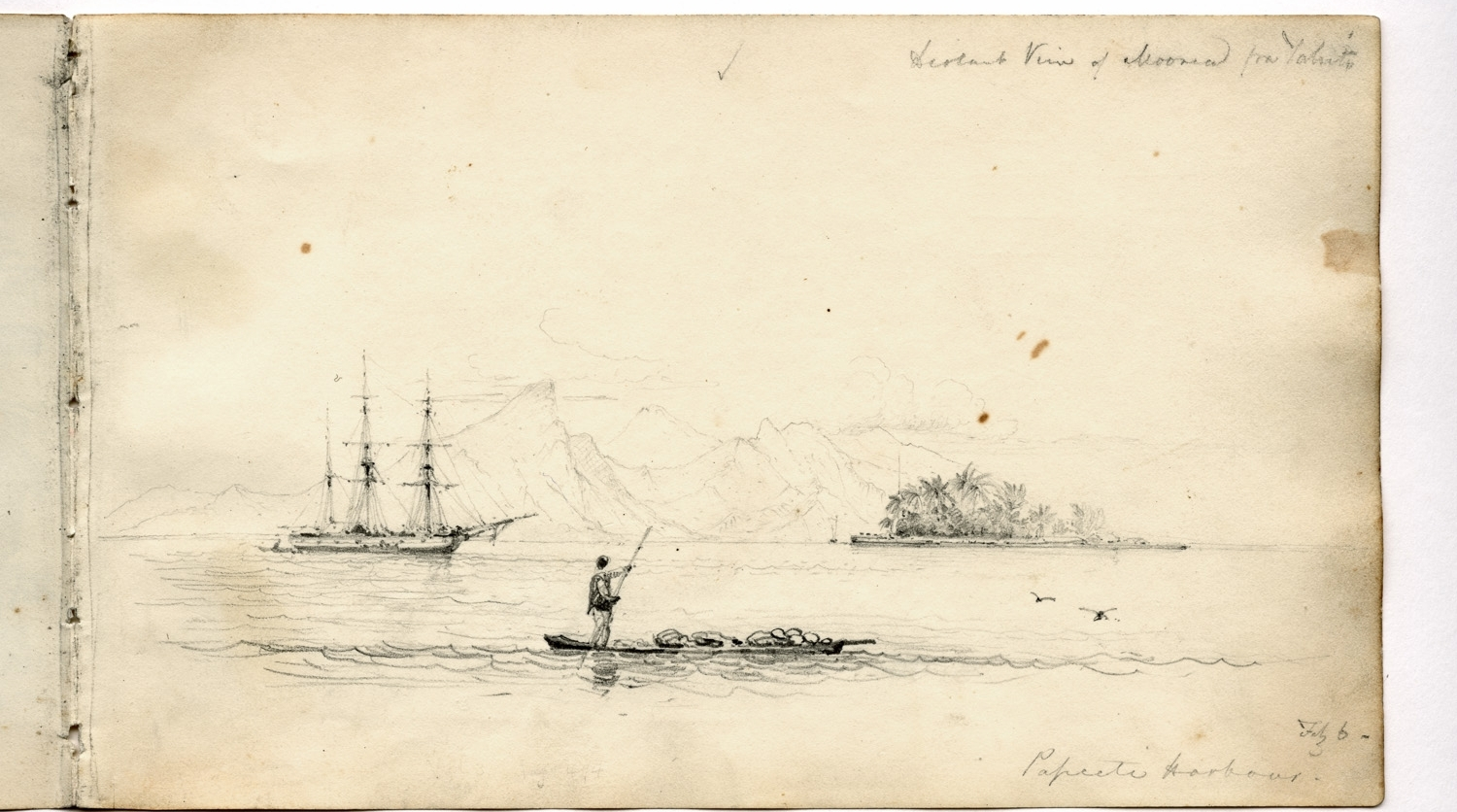
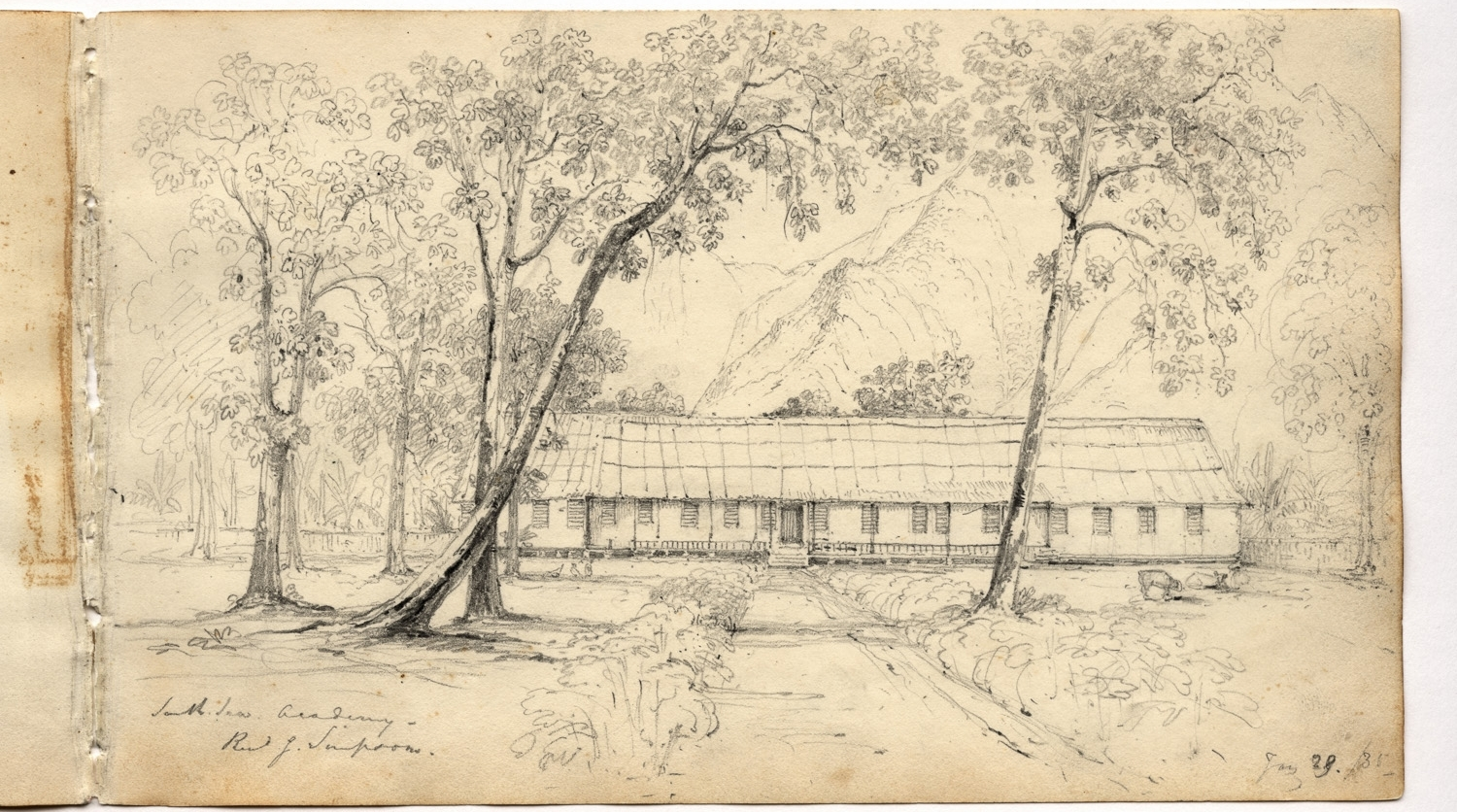
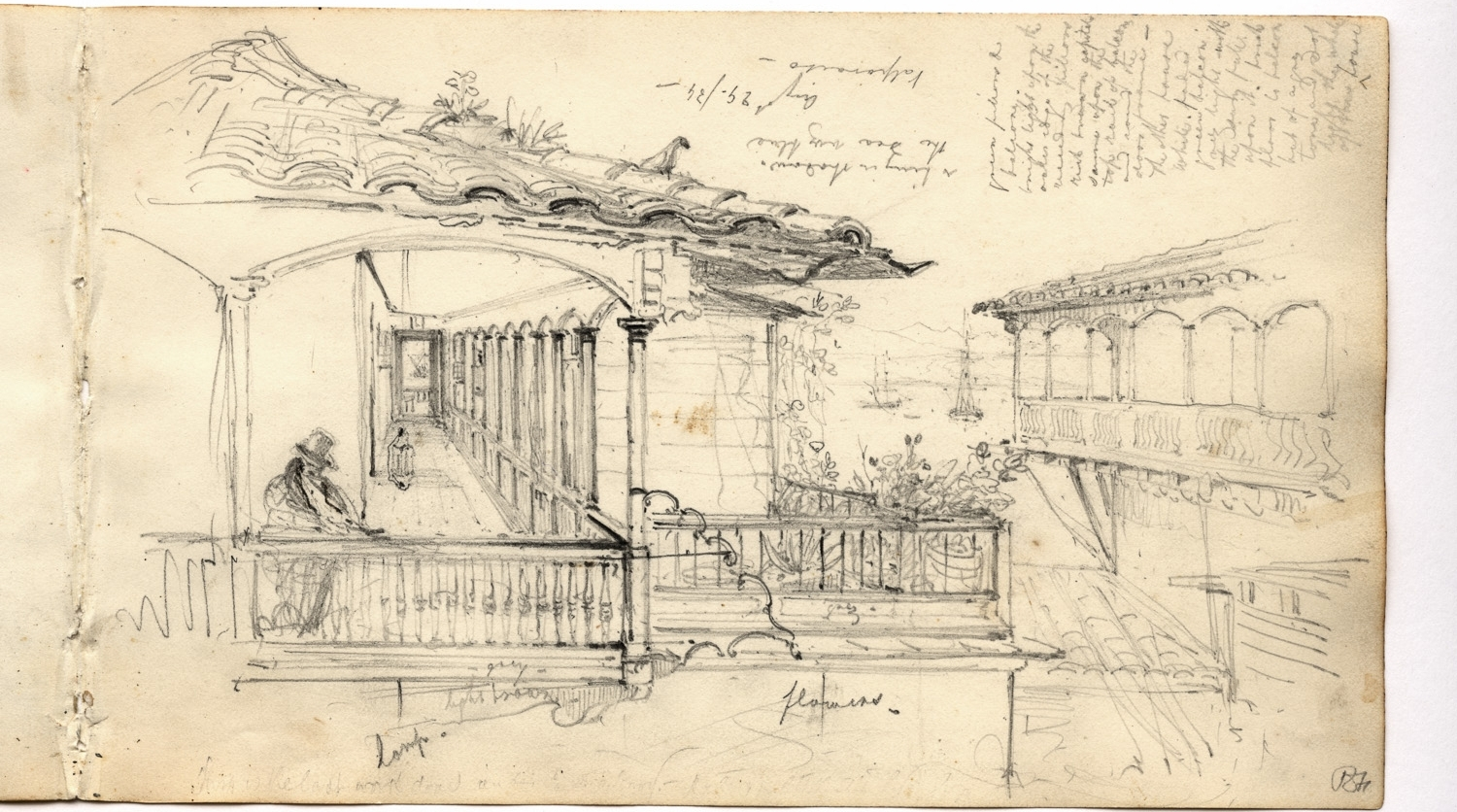
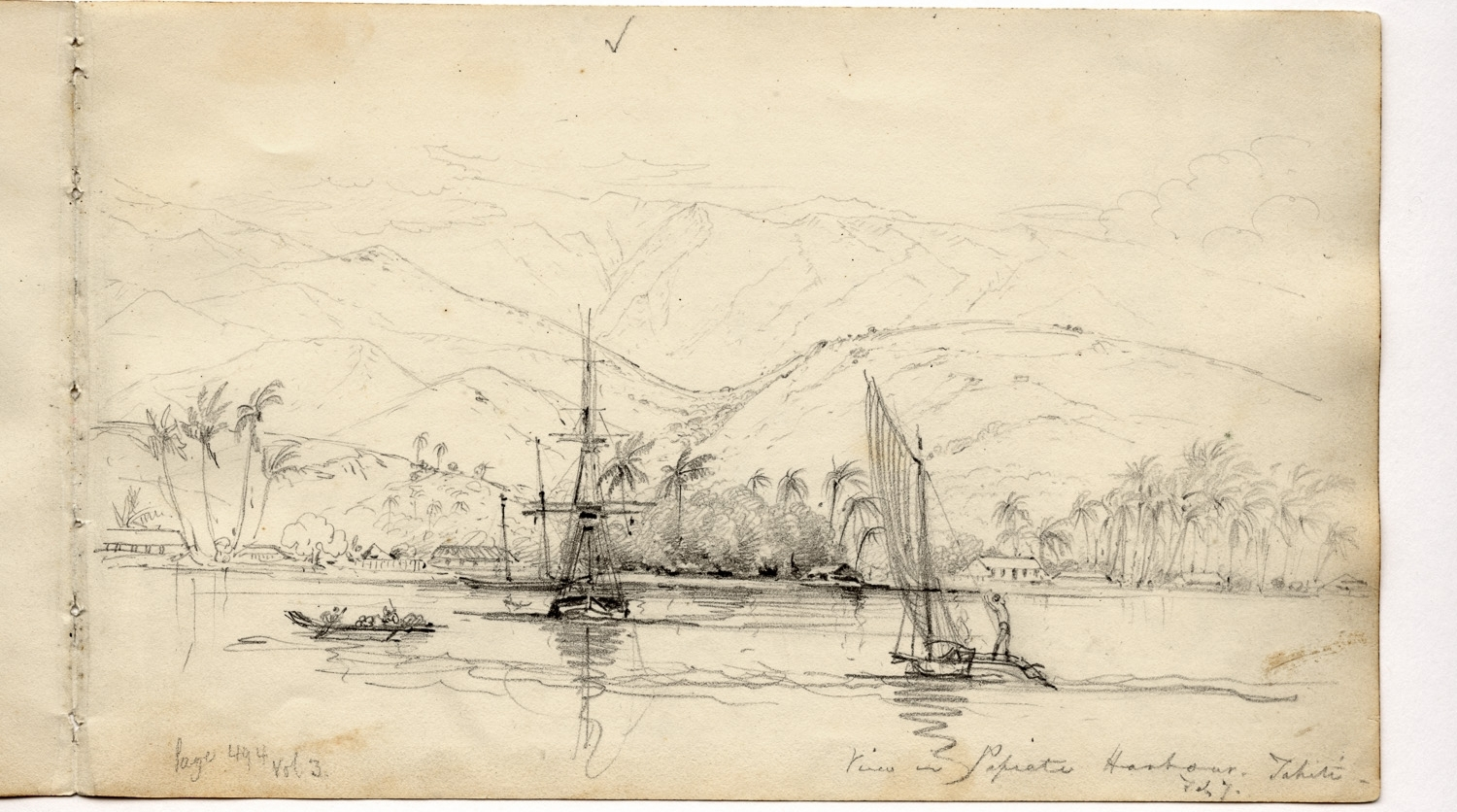
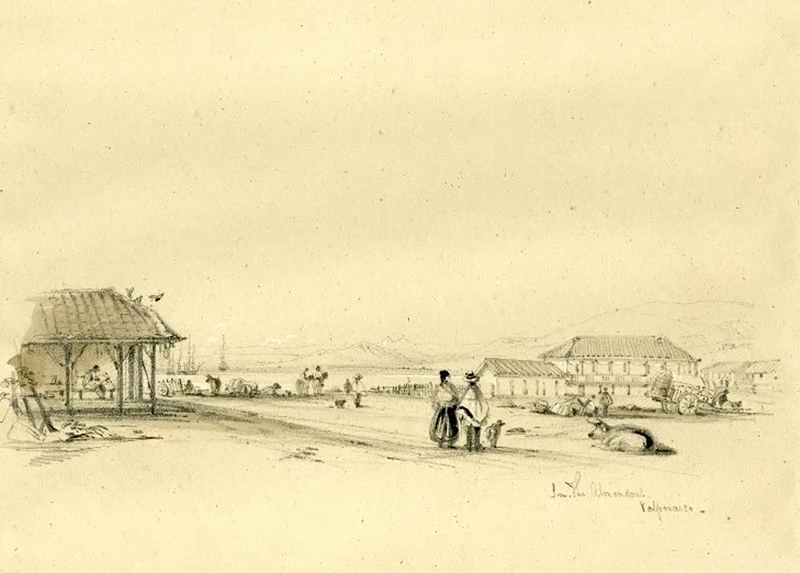

### Akwarele

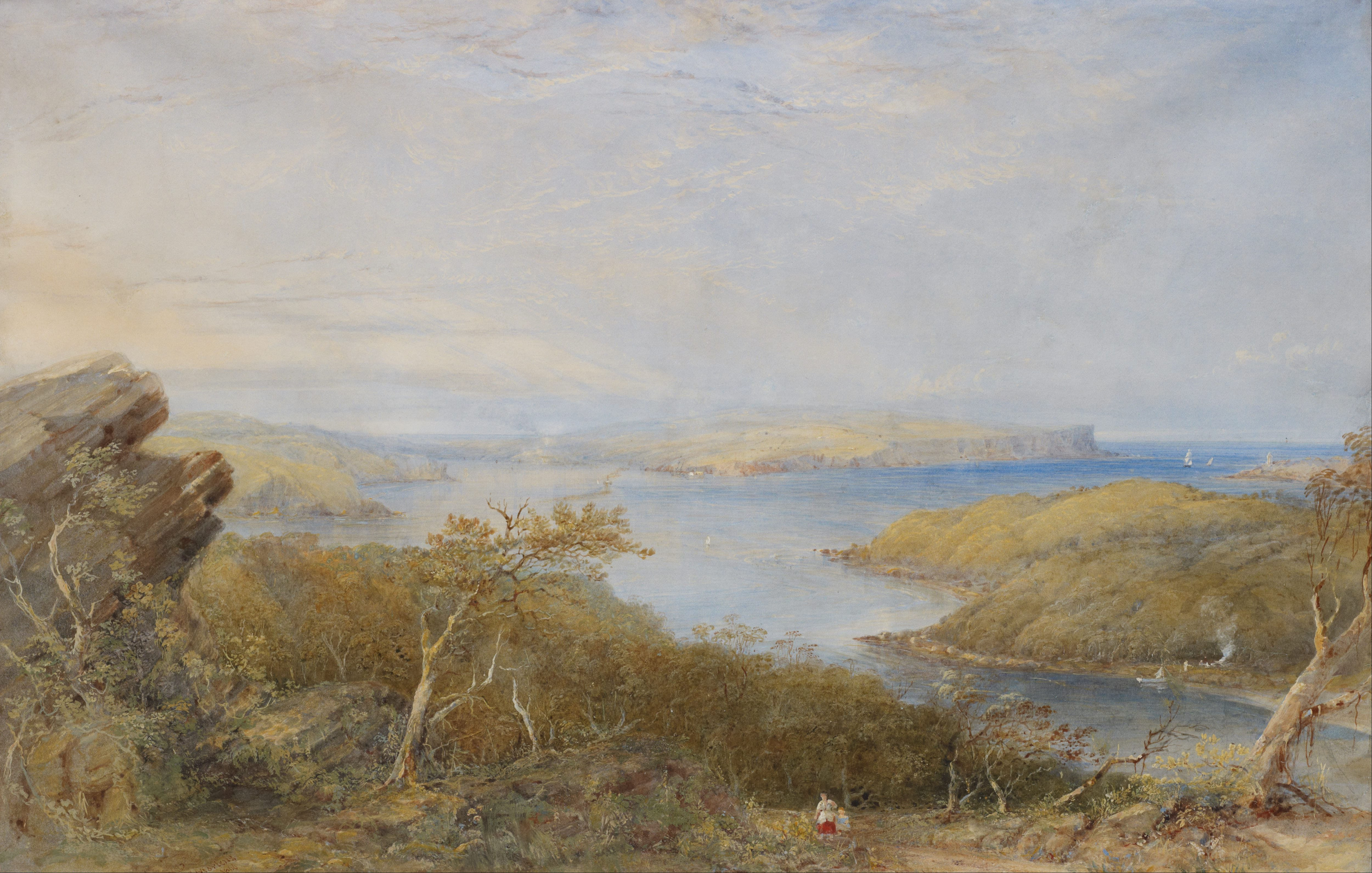
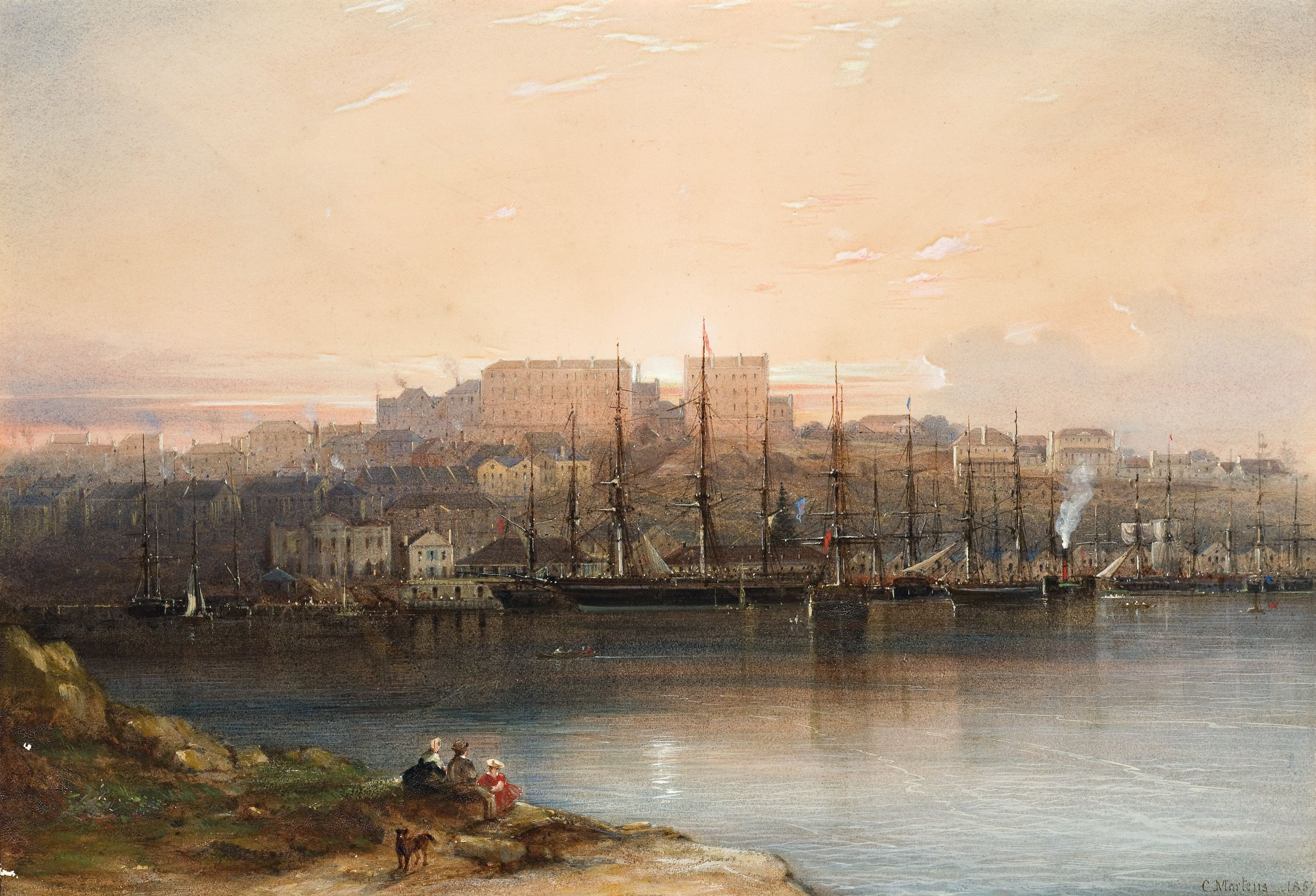
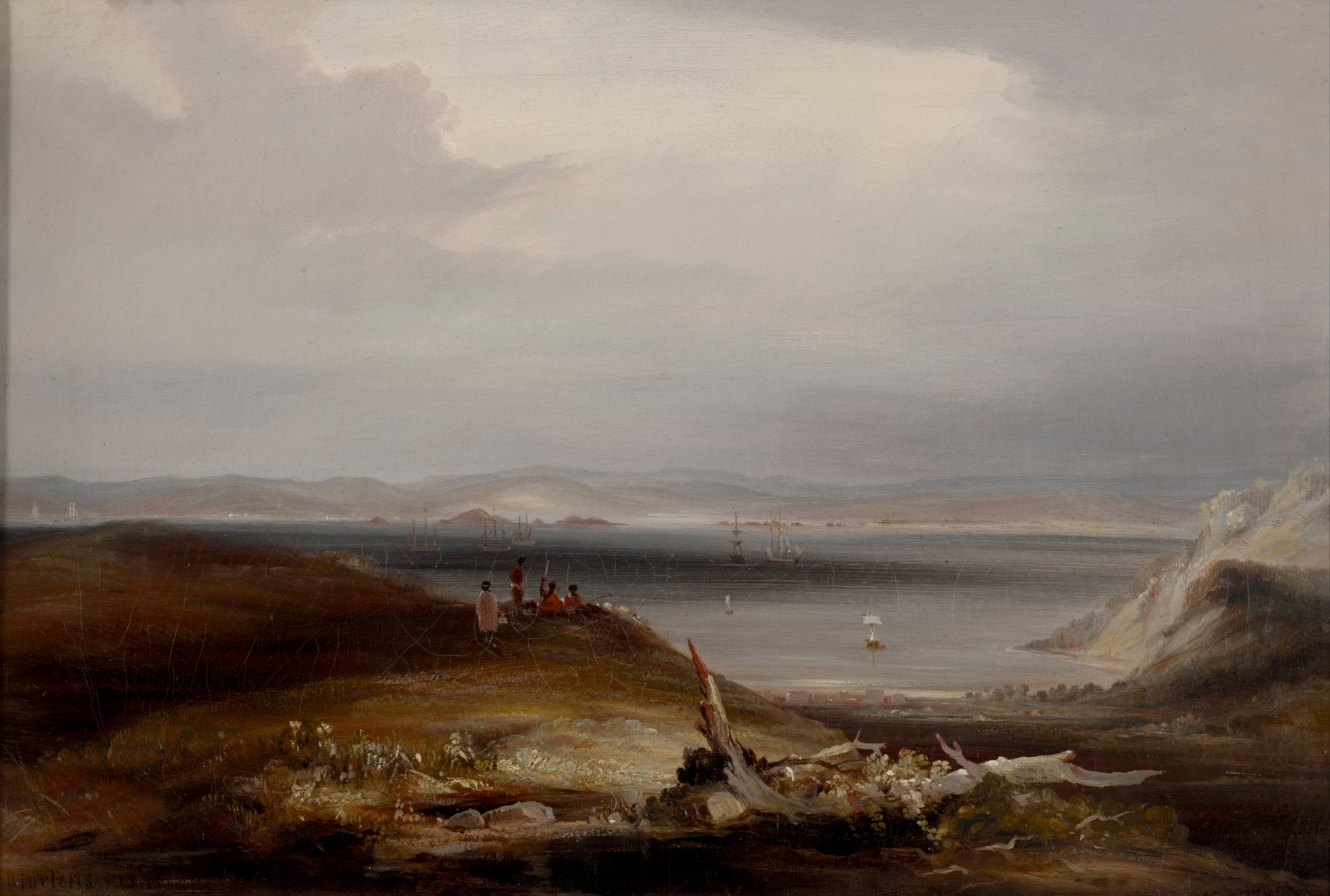
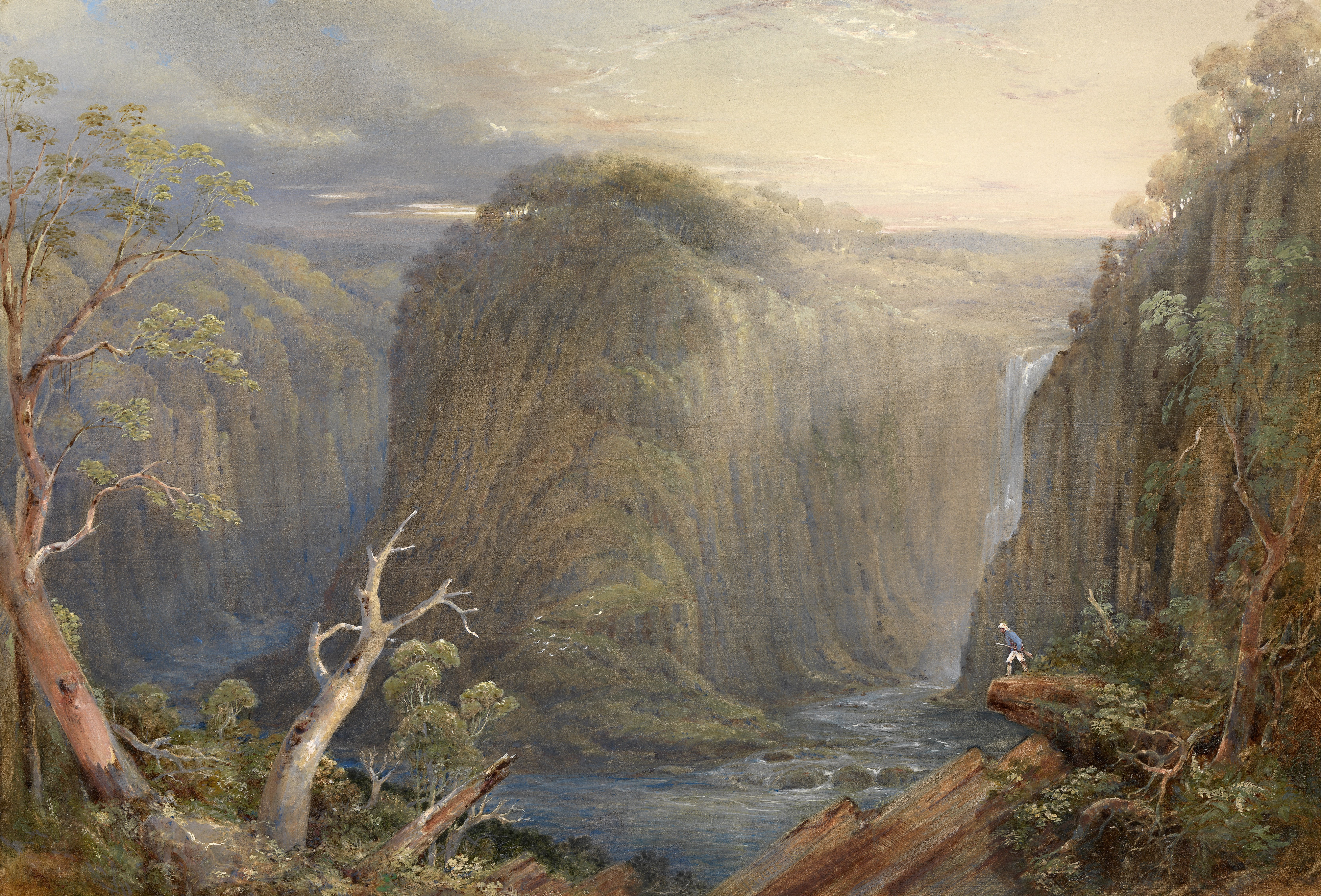
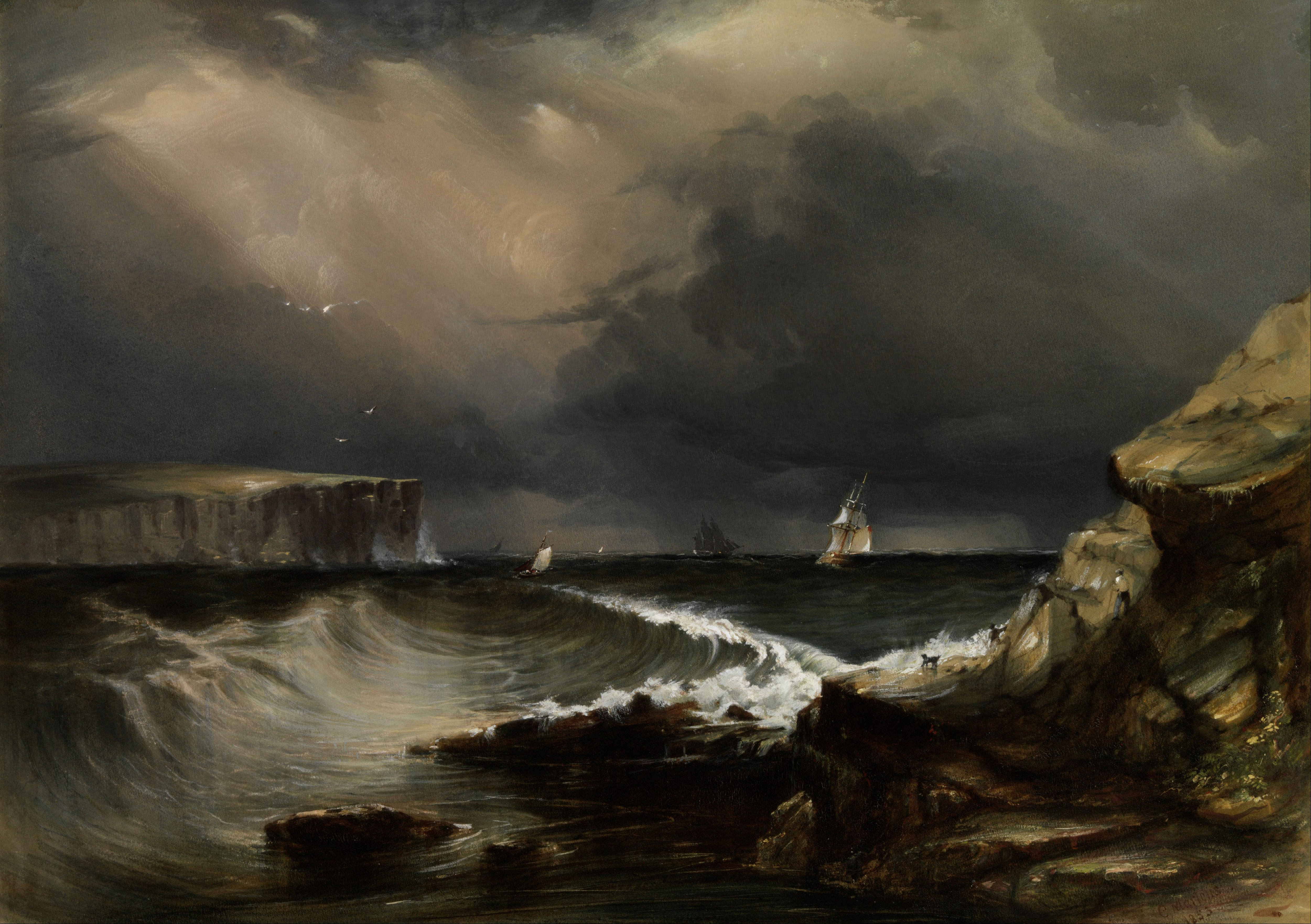
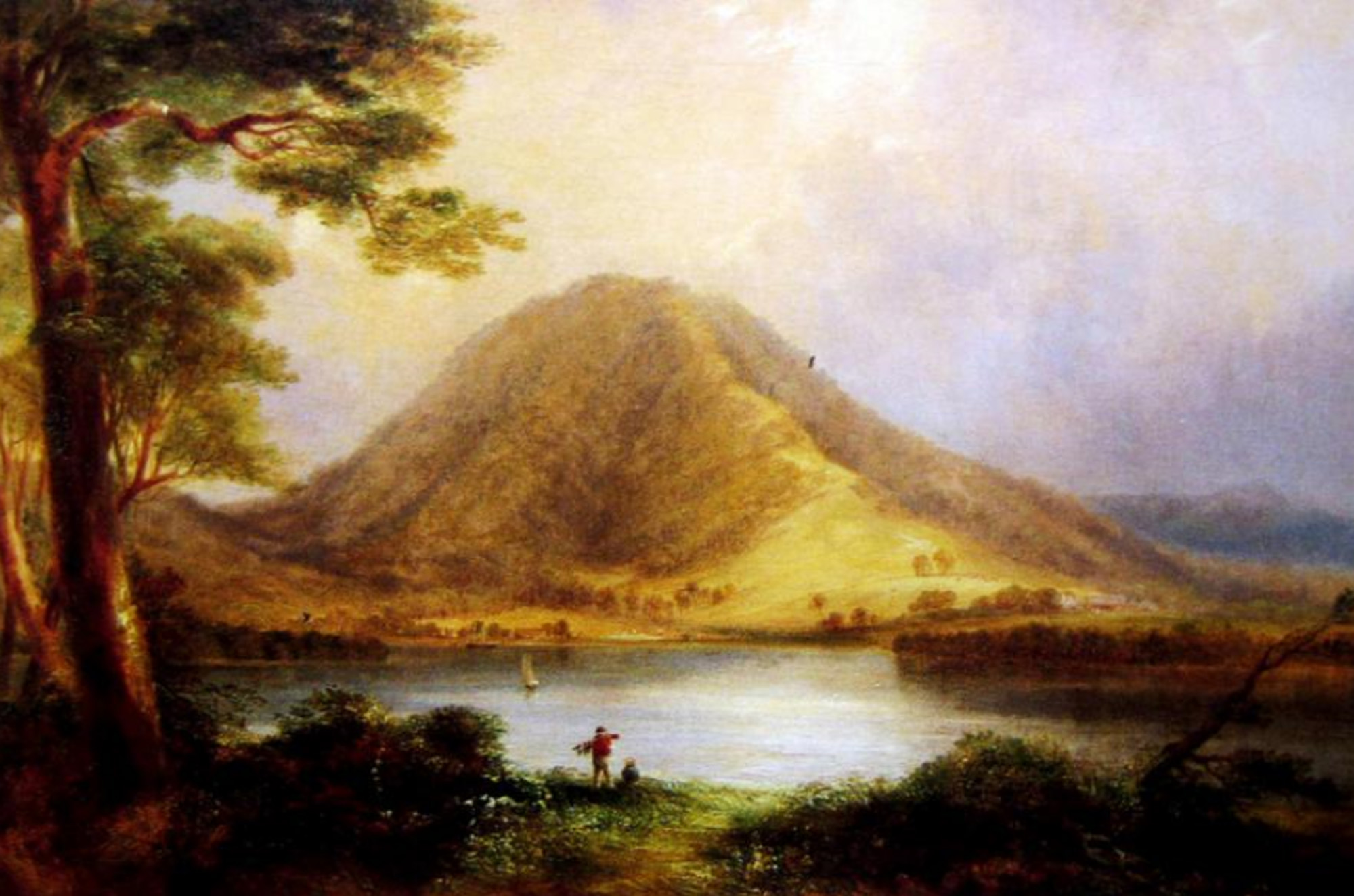
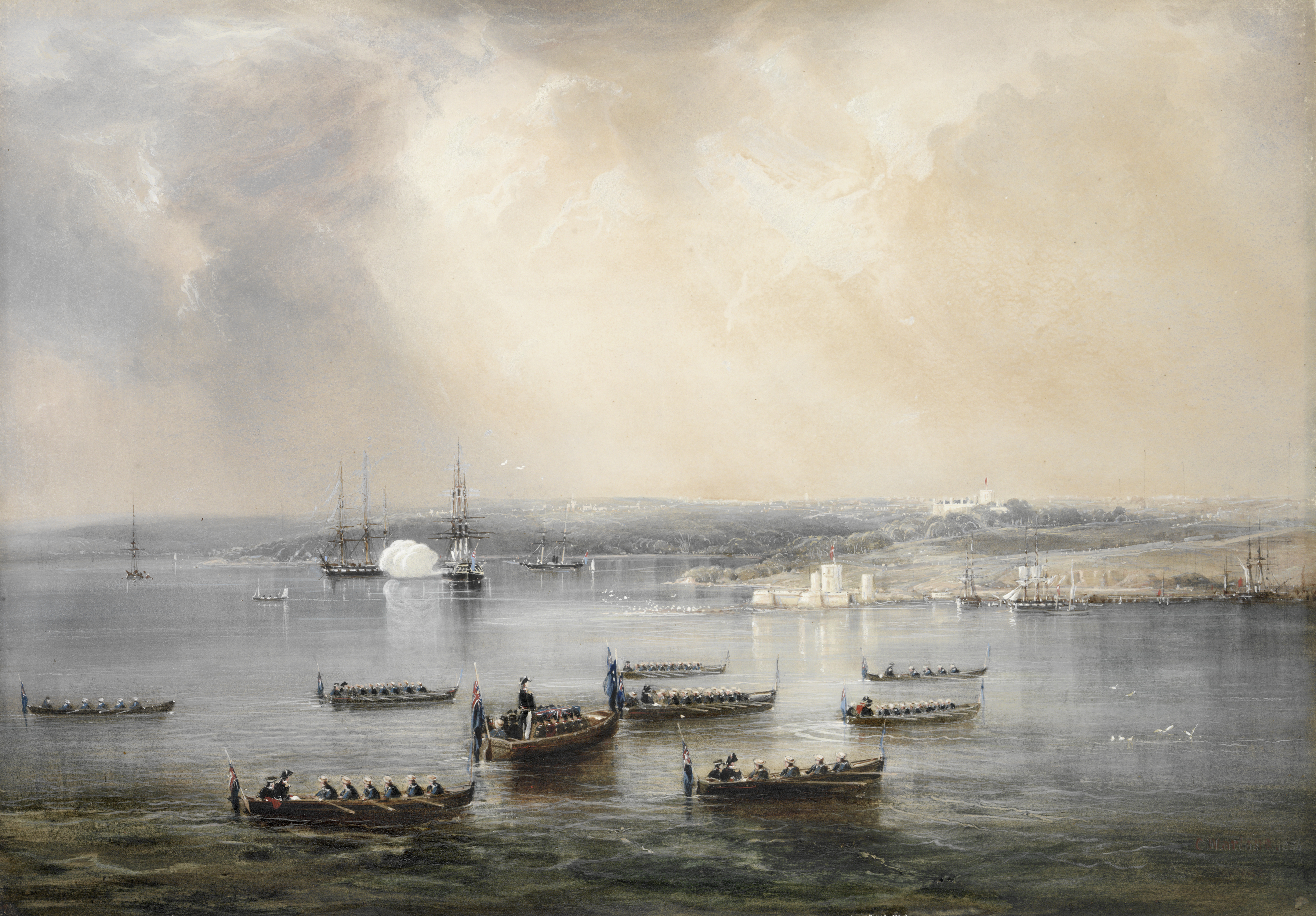